# Kenton (Ohio)
Kenton és una població dels Estats Units a l'estat d'Ohio. Segons el cens del 2000 tenia 8.336 habitants.

## Demografia
Segons el cens del 2000, Kenton tenia 8.336 habitants, 3.495 habitatges, i 2.149 famílies. La densitat de població era de 718,4 habitants/km².
Dels 3.495 habitatges en un 29,9% hi vivien nens de menys de 18 anys, en un 44% hi vivien parelles casades, en un 12,9% dones solteres, i en un 38,5% no eren unitats familiars. En el 33,4% dels habitatges hi vivien persones soles el 15,3% de les quals corresponia a persones de 65 anys o més que vivien soles. El nombre mitjà de persones vivint en cada habitatge era de 2,34 i el nombre mitjà de persones que vivien en cada família era de 2,95.
Per edats la població es repartia de la següent manera: un 25,5% tenia menys de 18 anys, un 9% entre 18 i 24, un 28,3% entre 25 i 44, un 21,3% de 45 a 60 i un 15,9% 65 anys o més.
L'edat mediana era de 36 anys. Per cada 100 dones de 18 o més anys hi havia 83,8 homes.
La renda mediana per habitatge era de 29.065 $ i la renda mediana per família de 37.170 $. Els homes tenien una renda mediana de 31.225 $ mentre que les dones 19.413 $. La renda per capita de la població era de 16.324 $. Aproximadament l'11,6% de les famílies i el 16,2% de la població estaven per davall del llindar de pobresa.

## Poblacions més properes
El següent diagrama mostra les poblacions més properes.